# История ФК ЦСКА (с 2013 года)
История ФК ЦСКА (2013—настоящее время) охватывает промежуток времени с лета 2013 года по сегодняшний день. 

## Сезон 2013/2014
В июле 2013 года ЦСКА купил лучшего футболиста Болгарии 2012 года Георгия Миланова за 2,7 млн евро у «Литекса». Также пятилетний контракт подписал швейцарский футболист Стивен Цубер, бывший игрок клуба «Грассхоппер». Швейцарец обошёлся армейцам в 3,2 миллиона евро. А в последний день трансферного окна армейцы приобрели бразильского нападающего «Ботафого» Витиньо, который провёл неплохой отрезок в Бразилии. Из клуба же за это время ушёл ряд футболистов, которые не смогли себя проявить или попасть в основную обойму — в основном это стали аренды или трансферы в клубы, значительно уступающие армейцам в классе. Покинул клуб и Вагнер Лав, перейдя в китайский «Шаньдун Лунэн».
13 июля в матче за Суперкубок России армейцы уверенно выиграли у «Зенита» со счётом 3:0. Голами отметились Кэйсукэ Хонда (дубль) и Сергей Игнашевич.
Новый чемпионат ЦСКА начал активно и лидировал в 6-8 турах, однако затем результаты ухудшились. Перед зимним перерывом ЦСКА занимал 5 место с солидным отставанием от лидеров и выбыл из розыгрыша Лиги чемпионов, заняв последнее место в группе D после игр с «Баварией», «Манчестер Сити» и «Викторией». Во время зимнего трансферного окна не был приобретен ни один футболист и по свободному трансферу ушёл Кейсуке Хонда в итальянский «Милан». Весенний этап чемпионата 2013/14 клуб начал с поражения от «Динамо» со счетом 2:4, хотя армейцы первыми забили два мяча. Затем же последовала 10-матчевая выигрышная серия, завершившаяся матчем с московским «Локомотивом», в котором и решалась судьба чемпионства. Матч закончился со счетом 1:0 и ЦСКА в пятый раз стал чемпионом России, и в 12-й раз чемпионом страны (с учётом побед в чемпионатах СССР), обойдя по этому показателю «Динамо» (Москва) и уступая лишь «Спартаку». Сейду Думбия стал лучшим бомбардиром команды (20 голов во всех соревнованиях) и турнира (18 забитых мячей), был признан игроком сезона по версии тренеров команд РФПЛ, а Игорь Акинфеев обошёл легендарного Льва Яшина по количеству «сухих матчей» — их стало 204

## Сезон 2014/2015
Сезон 2014/15 начался для ЦСКА с победы в Суперкубке России — был обыгран победитель Кубка России «Ростов» со счётом (3:1). Первые три игры нового чемпионата ЦСКА выиграл — у «Торпедо» (4:1), «Мордовии» (1:0) и «Терека» (1:0) — и тем самым установил новый рекорд чемпионатов России, одержав 13 побед подряд (с учетом прошлого сезона), улучшив свой же рекорд сезона 1998, когда команда выиграла 12 матчей подряд. В летнее транферное окно команду пополнили нападающий Кирилл Панченко, перешедший из «Томи», а также полузащитники Бибрас Натхо и Роман Ерёменко перешедшие из «ПАОК» и «Рубина» соответственно. В очередном розыгрыше Лиги чемпионов ЦСКА попал в «группу смерти» и снова сыграл с «Баварией» и «Манчестер Сити», а также с «Ромой» — клуб снова закончил турнир на групповой стадии, но смог сыграть вничью дома (2:2) и выиграть в гостях (1:2) у «Манчестер Сити». В зимнее трансферное окно команду покинул Сейду Думбия (перешёл в «Рому»), были расторгнуты контракты с Томашом Нецидом, Расмусом Эльмом и Марком Гонсалесом, а Витиньо и Базелюк были отданы в аренду «Интернасьонал» и «Торпедо» соответственно.
Команду пополнили молодые игроки шведского происхождения — Алибек Алиев из «Эльфсборга» и Карлос Страндберг из «Хеккена». Март 2015 года выдался у команды удачным — 3 победы в чемпионате и выход в полуфинал Кубка России, однако уже в апреле случился провал — 3 проигрыша подряд (в том числе оппонентам за место в тройке — «Зениту» и «Динамо»), ничья с «Краснодаром» в соперничестве за второе место в чемпионате и проигрыш «Кубани» за место в финале Кубка страны.

## Сезон 2015/2016
Сезон 2015/16 клуб начал с четырёх побед подряд без пропущенных мячей в Чемпионате России. В третьем раунде квалификации Лиги чемпионов ЦСКА прошёл пражскую «Спарту» (2:2; 3:2). 7 августа 2015 года тренер ЦСКА Леонид Слуцкий занял пост тренера сборной России, продолжив работать с клубом. Слуцкий стал шестым тренером армейцев, который возглавил сборную страны. Вернув Сейду Думбия в клуб на правах аренды, ЦСКА смог пройти в групповую стадию Лиги чемпионов, обыграв «Спортинг» по итогам двух матчей (1:2; 3:1) и одержал 7 побед подряд на старте сезона в РФПЛ (в том числе обыграв «Спартак» (2:1) на чужом поле), общая серия без поражений в новом сезоне составила 14 матчей. Жеребьёвка Лиги чемпионов снова свела ЦСКА с «Манчестер Юнайтед» и «Вольфсбургом», как в Лиге чемпионов в сезоне-2009/10, а четвёртой командой группы стал ПСВ. Ноябрь и декабрь оказались провальными для команды — ни одной победы в четырёх играх в чемпионате России и в трёх в Лиге чемпионов: как итог, перед зимним перерывом команда имела лишь 3 очка преимущества над идущим вторым «Ростовом» и вылетела из розыгрыша Лиги чемпионов. В зимнее трансферное окно клуб пополнился российскими полузащитниками Романом Широковым и Сергеем Ткачевым, а также нигерийским форвардом Аароном Оланаре, отдав ряд молодых игроков в аренды в другие клубы. 21 мая ЦСКА стал чемпионом России, выиграв в 30-м туре в Казани у «Рубина» со счетом 1:0. Автор «золотого гола» Алан Дзагоев.